# Etiquetado de alimentos

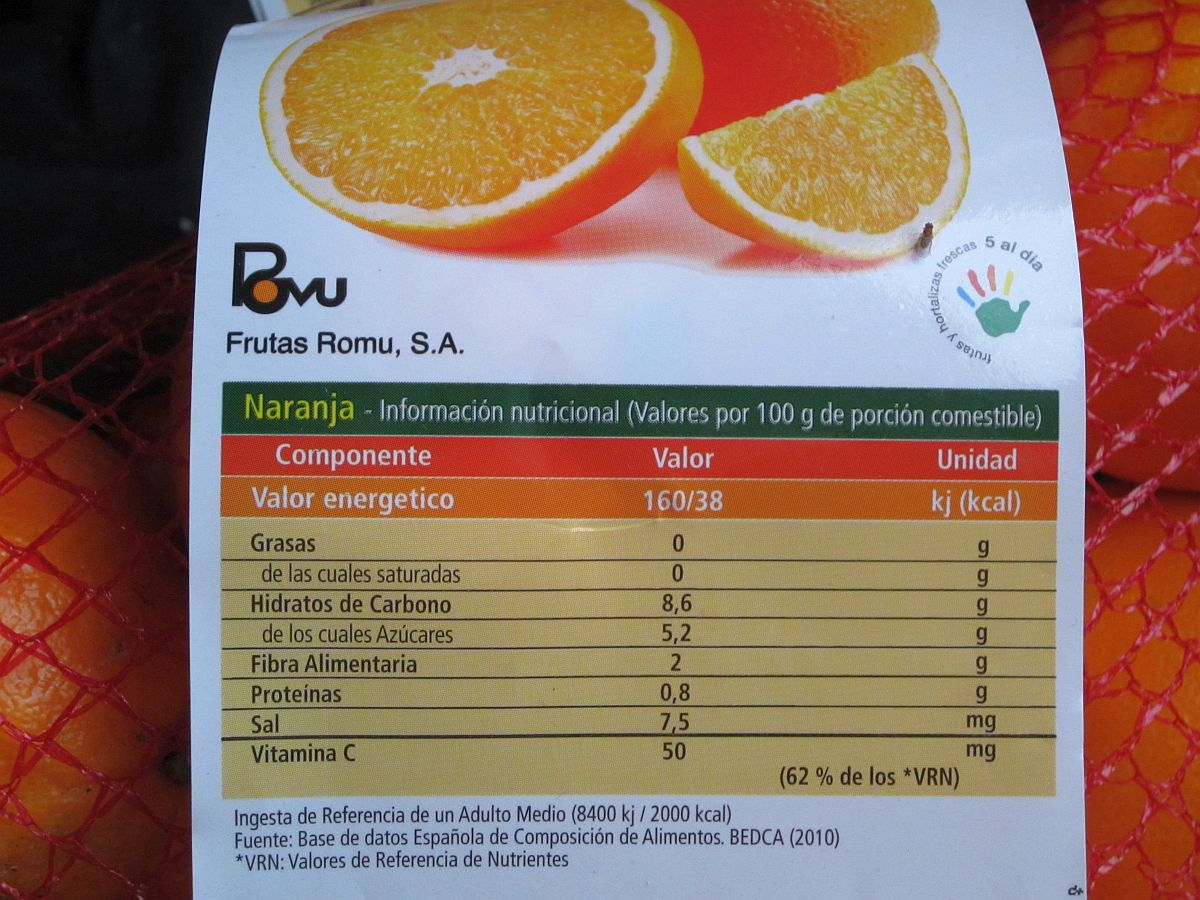
Etiqueta sobre valores nutricionales de las naranjas (opcional en la Unión Europea)

El Etiquetado de alimentos es el principal medio de comunicación entre los productores de alimentos y los consumidores finales. El etiquetado puede ser cualquier documento, bien sea escrito, impreso o gráfico que contiene la etiqueta del alimento, siendo la etiqueta la información sobre el artículo que acompaña a este o se expone cerca durante su venta. Se considera etiqueta alimenticia incluso la información empleada en la venta o comercialización de un alimento. Las normas de etiquetado de alimentación están sometidas al derecho alimentario propio de cada país, aunque no obstante existen organismos internacionales como la FAO (organismo especializado de la ONU) que armonizan un conjunto de "buenas prácticas" que sirve de referencia común a los países. 
En varios países varían las normas sobre los productos, debido a que algunos de ellos (como por ejemplo el vino o los alimentos transgénicos) tienen normativas específicas.
Para la Unión Europea: en el artículo 1.3(a) de la Directiva 2000/13/CE del Parlamento Europeo y del Consejo de 20 de marzo de 2000 relativa a la aproximación de las legislaciones de los Estados miembros en materia de etiquetado, presentación y publicidad de los productos alimenticios (DO n.° L 109 de 6 de mayo de 2000, pág. 29), se define el etiquetado alimentario de la siguiente forma: «las menciones, indicaciones, marcas de fábrica o comerciales, dibujos o signos relacionados con un producto alimenticio y que figuren en cualquier envase, documento, rótulo, etiqueta, faja o collarín, que acompañen o se refieran a dicho producto alimenticio».

## Principios del etiquetado nutricional
El etiquetado nutricional es de aplicación voluntaria en las leyes alimentarias de todos los países. Sus principios se pueden resumir en tres apartados:
- Declaración de Nutrientes: Uno de los principales objetivos del etiquetado es el suministro de información a los consumidores del contenido en nutrientes del alimento que son considerados de importancia nutricional. Existen etiquetas con declaraciones de contenidos de nutrientes como por ejemplo: fuente de hierro, con omega-3, etc. Existen etiquetas con propiedades comparativas, como por ejemplo: reducido, aumentado, etc. O con declaración de propiedades relativas a la función de los nutrientes, como por ejemplo: el hierro es un factor en la formación de los glóbulos rojos.
- Información Nutricional Complementaria: Es información nutricional añadida que ayudará al consumidor en la comprensión del valor nutritivo del alimento, pero no se considerará sustitutiva a la declaración de ingredientes, sino complementaria. Su contenido varía según los países.
- Etiquetado Nutricional

## Informaciones adicionales

### Relativas a la Porción o Ración
En estos casos se emplea la palabra porción o ración para expresar la cantidad de alimento por persona que contiene el envase. Los valores nutritivos indicados suelen estar reducidos en relación la ración, es decir si un producto tiene 100 Calorías por ración y el envase es de dos raciones, al ingerir todo el envase se consumen 200 Cal.

### Fechas de importancia
Algunas fechas son del mayor interés para el consumidor final, como: "Fecha de duración mínima" ("consumir preferentemente antes de") que es la fecha hasta la que, siempre que se hayan dado determinadas condiciones de almacenamiento, la conservación garantiza su buen estado para ser ingerido. No obstante, tras esa fecha el alimento envasado puede estar todavía en estado y calidad satisfactorios, siendo la probabilidad menor cuanto más alejados nos encontremos de esa fecha. Otra fecha (menos habitual) es la "fecha límite de utilización" (o también: fecha límite de consumo recomendada,  fecha de caducidad ), es la fecha tras la cual el producto, bajo suposición de haber sido almacenado en las condiciones apropiadas, no tendrá muy probablemente las cualidades de calidad que normalmente se esperan. Tras esta fecha no se considera el alimento comercializable.

### Otras fechas
Generalmente se trata de diferentes fechas orientadas a los distribuidores y comerciantes, no al consumidor final. Estas fechas son: la Fecha de fabricación que es la fecha en la que el alimento se elabora, la fecha de envasado que es la fecha en la que se coloca el alimento en el envase sobre el que finalmente se comercializará, la fecha límite de venta es la última fecha en que se debe ofrece el alimento para la venta, tras ella debe haber un plazo de almacenamiento en el hogar.

### Calidades del producto
Se deben incluir algunos de los aspectos relativos a la calidad del producto:
- La Denominación de origen del producto (considerado desde el punto de vista del derecho como protección de la propiedad intelectual)
- En los productos de aves (industria avícola) se debería indicar las características "criado en interior, sistema extensivo" y "saliendo al exterior",
- País de Origen. En Europa es obligatorio poner el país de Origen en la venta de frutas y verduras.[4]

## Etiquetado para Alimentos en Regímenes Especiales
El Derecho alimentario tiene un apartado específico para el etiquetado de estos alimentos de régimen especiales, entendiéndose que aquellos elaborados o preparados especialmente para cumplir las necesidades particulares de alimentación de personas con ciertas condiciones físicas o fisiológicas particulares, así como aquellas que posean enfermedades o trastornos específicos que necesiten de una dieta específica (por ejemplo, celiaquía, etc) o posean intolerancia a ciertos alimentos.

## Por países

### Argentina

Octógonos y rectángulos de advertencia de Argentina en 2022.

En 2021 se promulgó la Ley 27.642 de Promoción de la Alimentación Saludable, que obliga a marcar con un sello octogonal negro de advertencia los paquetes y envoltorios de todos los alimentos que tengan exceso en azúcares, grasas, calorías o sodio, y con un sello rectangular los productos que contengan cafeína o edulcorantes. La ley también regula la publicidad, promoción y patrocinio a niños, niñas y adolescentes, sus entornos escolares y las compras públicas. También la prohibición de dibujos animados o similares en empaquetados de productos.

### Colombia
La ley de etiquetado frontal o “Ley de comida chatarra” como fue nombrada en Colombia en 2022, es una medida basada en la advertencia mediante etiquetas adheridas en los productos alimentarios, reconocida por la Organización Panamericana de la Salud (OPS).
Esta legislación fue instaurada por el Ministerio de Salud y Protección Social en su compromiso con la salud pública de los colombianos mediante la Resolución 810 del 2021, la que establece los requisitos de etiquetado nutricional y frontal que deben cumplir los alimentos envasados o empacados para consumo humano.
Dicha resolución entraría en vigor el 16 de diciembre de 2022 y traerá cambios en las tablas nutricionales y el uso de sellos frontales para los alimentos y bebidas empacadas. Sin embargo, faltaba la reglamentación de la norma. La ley también regula la publicidad, promoción y patrocinio a niños, niñas y adolescentes.

### Perú
La Ley de Promoción de Alimentación Saludable para Niños, Niñas y Adolescentes, conocida como «ley de alimentación saludable», se aplica en Perú desde 2013 por el D.S. N.º 017-2017-SA. En esta ley el Ministerio de Salud supervisa y toma acciones contra la publicidad infantil que fomenta el consumo de alimentos empaquetados y bebidas no alcohólicas con niveles altos de azúcar, sodio y grasas saturadas y que lleven grasas trans.

### Uruguay
La Ley de rotulado de alimentos, Decreto Nº 117/006 establece la rotulación frontal obligatoriamente de la composición de alimentos en Uruguay, el 29 de agosto de 2018.